# Bambang Pamungkas
Bambang Pamungkas, conosciuto anche come Bepe (Semarang, 10 giugno 1980), è un ex calciatore indonesiano, di ruolo attaccante.

## Carriera

### Club
Ha vinto un campionato indonesiano ed uno della Malesia (nel 2005).

### Nazionale
È il giocatore con più presenze (85) e più gol (37) nella storia della nazionale indonesiana, con cui ha vinto una medaglia di bronzo ai Giochi del Sud-est asiatico nel 1999 ed è stato capocannoniere della Tiger Cup nel 2002.
Ha inoltre partecipato a tre diverse edizioni della Coppa d'Asia, nel 2000, nel 2004 e nel 2007.

## Palmarès

### Club

#### Competizioni nazionali
- Campionato di calcio indonesiano: 1

Persija Jakarta: 2000-2001

### Individuale
- Capocannoniere della Tiger Cup: 1

2002:
- Capocannoniere del campionato indonesiano: 1

1999-2000
- Miglior giocatore della Coppa d'Indonesia: 1

2008